# Polizeiruf 110: Flüssige Waffe
Flüssige Waffe ist ein deutscher Kriminalfilm von Helmut Krätzig aus dem Jahr 1988. Der Fernsehfilm erschien als 124. Folge der Filmreihe Polizeiruf 110.

## Handlung
Herr Kegel wird aus dem Gefängnis entlassen und von seiner Freundin Marlies Bühler und deren Kind aus erster Ehe, Tina, in Empfang genommen. Bei Marlies wartet jedoch bereits ihr geschiedener Mann, der seiner Ex-Frau offenbart, dass er sie zurückhaben will. Kegel als Vorbestrafter sei doch keine Alternative. Marlies lässt ihn stehen. Kegel wiederum will ihr gestehen, dass er gerade eine Entziehungskur macht, also trockener Alkoholiker ist, aber auch das weiß Marlies bereits von ihrer ehemaligen Schwägerin Dorothee Bühler, die Kegel ebenfalls strikt ablehnt.
Kegel begibt sich für mehrere Wochen in die Entzugsklinik und freut sich auf sein neues Leben nach Gefängnis und Entzug. Er wurde damals inhaftiert, weil der gelernte Schlosser alkoholkrank für Diebe Schlüssel nachfeilte. Auch in der Entzugsklinik ist er als Schlosser aktiv. Für den ihm unbekannten Wiesmeier, der angibt, in der angeschlossenen Psychiatrie Patient zu sein, feilt er einen Schlüsselbund für die Schwiegermutter nach. Als er von Wiesmeier für die Arbeit 800 Mark erhält und Wiesmeier andeutet, dass die Schlüssel vielleicht doch nicht für die Schwiegermutter gedacht waren, wendet sich Kegel an die Polizei. Wiesmeier taucht nun immer öfter bei Kegel auf und lauert ihm auch am Tor seines neuen Betriebs auf. Kegel gelingt es, den Mann heimlich fotografieren zu lassen. Die Auswertung der Bilder durch Hauptmann Reger und Unterleutnant Becker ergibt, dass es sich bei Wiesmeier um einen gesuchten Vergewaltiger handelt, der den Ermittlern vor einiger Zeit unter dem Namen Pückler entwischt ist.
Kegel geht mit seiner Freundin auf einen Feuerwehrball. Hier trifft er seine frühere Freundin, die ebenfalls alkoholkranke Xenia, und schickt sie zurück in die Klinik, wo sie wie er zur Behandlung war. Er selbst bestellt sich Kaffee, sieht wenig später aber Wiesmeier, der ihn nach draußen winkt. Dort angekommen, wird Kegel von zwei Männern festgehalten. Wiesmeier flößt ihm unter Gewaltanwendung Schnaps ein und verschleppt Kegel anschließend. Wiesmeier bricht in Marlies Bühlers Wohnung ein und stiehlt wertvolle Einrichtungsgegenstände, die er anschließend in Kegels Wohnung deponiert. Kegel wird, weiterhin unter Alkohol gesetzt, auf ein Seegrundstück verschleppt und dort gefangengehalten.
Ihr Ex-Mann bringt Marlies nach Hause und beide entdecken den Einbruch. Für ihn und seine Schwester ist klar, dass Kegel der Täter war und Marlies nie geliebt hat. Marlies wendet sich an die Polizei, als Kegel verschwunden bleibt, und die Ermittler besichtigen Kegels Wohnung. Sie glauben nicht, dass Kegel der Täter ist und suchen nach dem offiziell als vermisst geltenden Mann. Eine Zeugin hat am Tatabend gesehen, wie Kegel überwältigt und zum Trinken gezwungen wurde. Kegel wird unterdessen von Wiesmeier in einem Bootsschuppen regelmäßig mit Alkohol versorgt, der seine größten Entzugserscheinungen mildert. Für Alkohol lässt sich Kegel demütigen und erniedrigen, so muss er für ein Glas Schnaps vor Wiesmeier niederknien und betteln. Als er im Zustand des Rausches von Wiesmeier erfährt, dass der ihn für eine „größere Sache“ braucht, schlägt er Wiesmeier zusammen. Er nimmt dessen Brieftasche an sich und flieht. Die Ermittler entdecken ihn später schwer betrunken auf einer Bank und bringen ihn in die Klinik. Auf der Fahrt bittet Kegel Hauptmann Reger, ihm Alkohol zu kaufen, und reicht ihm einen Schein. Dieser entpuppt sich als Teil eines Stadtplanes von Berlin samt zugehöriger Grundrisszeichnung. Die Zeichnung zeigt den Innenraum der Trinitatiskirche. Die Ermittler haben nun einen Anhaltspunkt, zu welchen Türen die von Kegel nachgefertigten Schlüssel gehören.
Kegel hatte die Schlüssel für die Ermittler aus dem Gedächtnis nachgefeilt. Tatsächlich passen die Schlüssel zu den Kirchentüren. In der Trinitatiskirche wird gerade eine Ausstellung anlässlich der 300-Jahr-Feier der Diözese vorbereitet. Unter den gezeigten Exponaten befinden sich wertvolle Einzelstücke. In der Nacht können die Ermittler Xenia bei einem Einbruch stellen. Hauptmann Reger lässt sie zum Schein laufen und beschattet sie mit seinen Männern. Xenia führt die Ermittler so zu Wiesmeier, wo später auch die Auftraggeberin der Aktion eintrifft: Dorothee Bühler. Bei der Vernehmung gesteht sie, dass sie Kegel als Täter erscheinen lassen und so aus dem Weg räumen wollte. Kegel wiederum ist nach dem Ende des Delirium tremens beschämt und fürchtet die Außenwelt. Er will sich von Marlies trennen und akzeptiert nur langsam, dass sein Rückfall unter Zwang geschah. Auf Bitten von Hauptmann Reger macht er Marlies wenigstens Hoffnung, dass er gesund werden kann, auch wenn er selbst daran zweifelt.

## Produktion

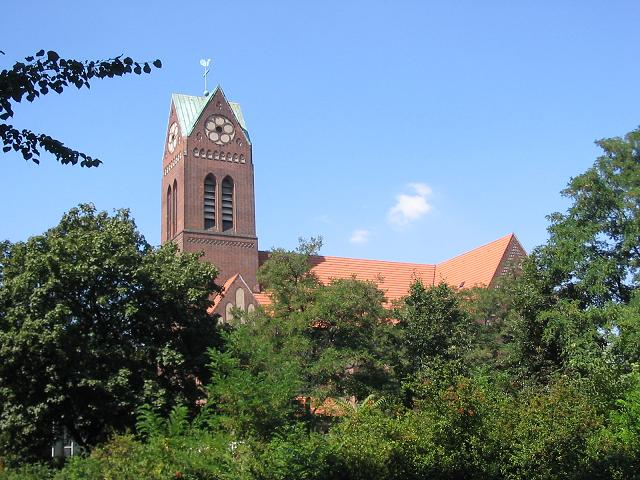
Die St.-Antonius-Kirche in Berlin-Oberschöneweide, ein Drehort des Films

Flüssige Waffe wurde vom 5. Januar bis 8. April 1988 in Berlin, Pfaffendorf und Strausberg gedreht. Die Trinitatiskirche im Film ist in Wirklichkeit die St.-Antonius-Kirche in Berlin-Oberschöneweide. Die Kostüme des Films schuf Steffen Förster, die Filmbauten stammen von Hans-Joachim Hölzel. Der Film erlebte am 18. Dezember 1988 im 1. Programm des Fernsehens der DDR seine Premiere. Die Zuschauerbeteiligung lag bei 37,7 Prozent.
Es war die 124. Folge der Filmreihe Polizeiruf 110. Hauptmann Reger ermittelte in seinem zweiten und letzten Fall. Die Kritik hob neben dem beeindruckenden Spiel von Ulrich Mühe und dem guten Zusammenspiel mit Henry Hübchen auch die visuelle Umsetzung des Films hervor: „Die Bilder […] sind meist in kalten Farbtönen gehalten, und in den Szenen, in denen [Kegel] in sein Leiden zurückfällt, ist die Grundfarbe ein lastendes ‚bleiernes‘ Grau. Nur einigen wenigen Handlungsorten werden warme Farben zugeordnet, so der Kirche.“